# أوليفييه كيلر
أوليفييه كيلر هو لاعب هوكي الجليد سويسري، ولد في 20 مارس 1971 في جنيف في سويسرا.

## وصلات خارجية
- أوليفييه كيلر على موقع EliteProspects.com (الإنجليزية)
- أوليفييه كيلر على موقع Eurohockey.com (الإنجليزية)
- أوليفييه كيلر على موقع HockeyDB.com (الإنجليزية)
- أوليفييه كيلر على موقع أوليمبيديا (الإنجليزية)